# زایدزیده، بوده‌خرافن-ریوویک
زایدزیده (به هلندی: Zuidzijde) یک منطقهٔ مسکونی در هلند است که در بوده‌خرافن-ریوویک واقع شده‌است. زایدزیده ۲۳۶ نفر جمعیت دارد.